# Mario Power Tennis (Nintendo Gamecube)
För Game Boy Advance-spelet, se Mario Power Tennis (Game Boy Advance).
Mario Power Tennis är ett tennis-spel till Nintendo GameCube som går ut på att spela tennis med Mario, hans vänner och fiender. Spelet är utvecklat av Camelot Software Planning och utgivet av Nintendo. 2009 släpptes spelet även till Nintendo Wii i New Play Control!-serien. 

## Spelet

### Intro
Introt till spelet skiljer sig åt mot de flesta andra TV- och Datorspel. Oftast visas bara lite små snuttar om vad spelet går ut på. I Mario Power Tennis, och även Mario Golf: Toadstool Tour, är det en cirka fem minuter lång film med en handling. Det börjar med en match där Mario och Luigi är i samma lag och möter Wario och Waluigi. De sistnämnda förlorar och blir sura. Detta ser Bowser på en TV-skärm under Peach Dome och börjar smida planer. Wario och Waluigi går förbi en tavla där de tävlande i Peach Dome Tournament syns på bilder. De ser sig själva som utslagna och deras ilska leder till att de börjar klottra på tavlan. Deras klottrande upptäcks av några Buckethead, som då börjar jaga dem. Wario och Waluigi kan, efter en stunds löpande, ta sig in genom en dörr och faller rakt ned i ett hål. Där nere ligger Bowsers träningslokal. Bowser får dem att börja träna för att bli bättre på Tennis. De tränar länge och samtidigt spelas fortsättningen i turneringen. När det slutligen blir dags för final, släcks arenan ned och de tävlande kommer in. Först Mario och Luigi och sedan ska Yoshi och Donkey Kong komma. Men istället för dem kommer Wario och Waluigi in. Bowser flyger ovanför arenan med en luftballong. De börjar skjuta Bob-ombs mot Mario och Luigi, men de båda bröderna skjuter tillbaka dem med deras tennisracket. Wario och Waluigi börjar skjuta ännu vildare omkring sig och publiken börjar hjälpa till att skjuta tillbaka alla Bob-ombs. Bowser börjar då hjälpa Wario och Waluigi och sänder bland annat iväg en Bullet Bill. Denna Bullet Bill slår Mario tillbaka och träffar Wario och Waluigis skjutmekanism, som i sin tur sänder iväg en Bob-omb mot Bowsers luftballong. Denna sprängs och Bowsers Bob-omb-lager trillar rätt ned över Wario och Waluigi och sprängs. Dessa ger upp och finalen kan starta.
När spelet klarats kommer små roliga parodier av introfilmen visas i samband med eftertexten.

### Match
Alla karaktärer har sina egna Power Shots, det vill säga specialslag. Dessa Power Shots kan användas i borde defensiva och offensiva lägen. Om Power Shots används när bollen är på en annan del av planen än karaktären, pausas spelet och karaktären springer automatiskt till bollen och slår över den. Om den används när bollen kommer till karaktären, slår han/hon ett hårt slag som kan vara svårt att ta för motståndaren. Om motståndaren ändå lyckas ta bollen, flyger han/hon bakåt en bit. Oftast följer det även med någon sorts hinder med de offensiva skotten, som till exempel Goop.

### Matchtyper
- Standard - vanliga matcher utan föremål eller hinder.
- Gimmick - matcher med hinder eller liknande på banan.
- Item - matcher med föremål som kastas över på motståndarens sida när bollen slås till.
- Ring - matcher med ringar ovanför nätet. Om bollen går genom en ring får man poäng. Den som får flest poäng vinner.

### Spellägen
- Exhibition - spela en enskild match ur någon av grupperna ovan.
- Tournament - spela i en cup.
- Special Games - olika typer av minispel.

### Spelplaner
| Plan                  | Typ av Gimmick                                                                           | Special Game | Tillgänglighet    |
| --------------------- | ---------------------------------------------------------------------------------------- | --- | ----------------- |
| Peach Dome            | Inget                                                                                    | Artist On the Court - Slå till färgbollar och färglägg en bild.                                                                 | Finns från början |
| Luigi's Mansion Court | Spöken som attackerar spelarna så att de springer långsammare.                           | Terror Tennis - Slå till spöken så att de åker in i sina tavlor igen.                                                           | Finns från början |
| Wario Factory Court   | Löpband som rullar.                                                                      | Chain-Chomp Challenge - Mata Chain Chomp med tennisbollar.                                                                      | Finns från början |
| Delfino Plaza Court   | Piranha Plants som spottar Goop.                                                         | Tic-Tac-Glow - Slå över vattenbollar till andra sidan och ta bort Goop för att befria Shine Sprites.                            | Finns från början |
| Gooper Blooper Court  | Planen består av plattor som rör sig och när bollen missar plattorna räknas den som ute. | Gooper Blooper Volley - Försök slå tillbaka Bloopers bollar så många gånger som möjligt, utan att träffa plattor med kryss.     | Finns från början |
| DK Jungle Court       | Klaptraps klamrar sig fast vid spelarna och sänker deras hastighet.                      | Baloon Panic - Hindra Klaptraps från att spräcka ballongerna genom att skjuta bollar på dem.                                    | Upplåsbar         |
| Bowser's Castle Court | Planen lutar åt olika håll.                                                              | Mecha-Bowser Mayhem - Skjut bollar på Mecha-Bowser och besegra honom innan han besegrar spelaren med Bob-ombs och Bullet Bills. | Upplåsbar         |
| Mario Classic Court   | Fiender från spelet Mario Bros. går över planen.                                         | Coin Collectors - Samla in så många Coins som möjligt.                                                                          | Upplåsbar         |

### Spelbara karaktärer
- Mario
- Luigi
- Peach
- Daisy
- Yoshi
- Wario
- Waluigi
- Bowser
- Bowser Jr.
- Donkey Kong
- Diddy Kong
- Koopa
- Boo
- Shy Guy

#### Upplåsbara karaktärer
- Fly Guy
- Wiggler
- Petey Piranha
- Paratroopa